# Communauté de communes Côte d'Émeraude
La communauté de communes Côte d’Émeraude (CCCE) est une communauté de communes française, située sur deux départements : l'Ille-et-Vilaine et les Côtes-d'Armor, en région Bretagne.

## Histoire
Créée en octobre 1996 sous le nom de Communauté de communes Côte d’Émeraude Rance et Frémur, elle regroupait, à l’origine, sept communes. Cinq appartiennent au département d’Ille-et-Vilaine : La Richardais, Le Minihic-sur-Rance, Pleurtuit, Saint-Briac-sur-Mer, Saint-Lunaire et deux se situent dans les Côtes-d'Armor : Lancieux et Ploubalay. 
En 2002, la communauté s’est agrandie, accueillant en son sein deux autres communes costarmoricaines : Plessix-Balisson et Trégon. L’institution a été renommée en 2003, prenant alors l’appellation de Communauté de communes Côte d’Émeraude (CCCE). Le territoire de la CCCE s’étend alors sur près de 10 330 hectares et regroupe une population avoisinant 17 300 habitants.
D'abord prévue au 1er janvier 2012, l'intégration de Dinard dans la communauté a lieu le 1er janvier 2013. À cette date, la CCCE compte 10 communes et s'étend sur 112 km2.
Le 7 avril 2014, la CCCE s'installe dans son nouveau siège situé dans la zone d'activités Cap Émeraude sur la commune de Pleurtuit.
Le 1er janvier 2017, la commune de Tréméreuc, auparavant membre de la communauté de communes Rance - Frémur, intègre la CCCE et les communes de Ploubalay, Plessix-Balisson et Trégon fusionnent pour former la commune nouvelle de Beaussais-sur-Mer. La communauté de communes compte alors 9 communes et a une superficie de 115,38 km2.
A la suite des élections municipales de 2020 dans les Côtes-d'Armor et à l'échec du candidat de Beaussais-sur-Mer à devenir président de la communauté de communes de la Côte d'Émeraude, le conseil municipal de Beaussais-sur-Mer du  29 septembre 2020, regrettant que, selon lui, « Beaussais soit un financeur de la CCCE sans en retirer les fruits » et le « manque de projets » de la CCCE, a exprimé son souhait de quitter la Côte d'Emeraude pour rejoindre Dinan Agglomération,. Ce départ est effectif au 1er janvier 2023.

## Territoire communautaire

### Géographie
Située dans le nord  du département d'Ille-et-Vilaine et accueillant deux communes des Côtes-d'Armor, la communauté de communes Côte d'Émeraude regroupe 8 communes et s'étend sur 73,7 km2, au nord de la région Bretagne. Elle possède une large façade maritime délimitée à l’est par la Rance et au nord par la Manche.
Le territoire communautaire est concerné par le projet de parc naturel régional Vallée de la Rance - Côte d'Émeraude.

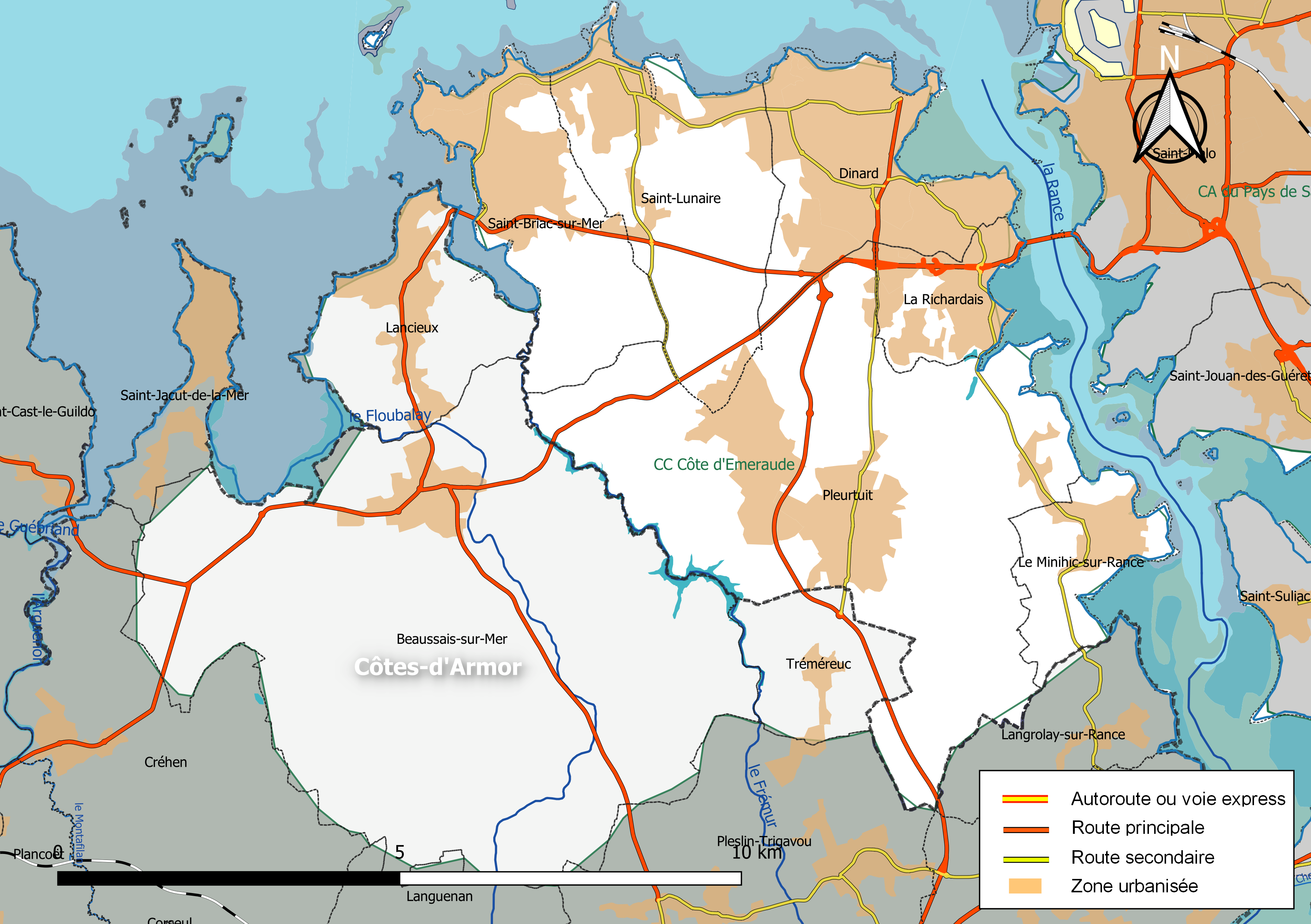
Carte de la communauté de communes Côte d'Émeraude au 1er janvier 2019.

### Composition

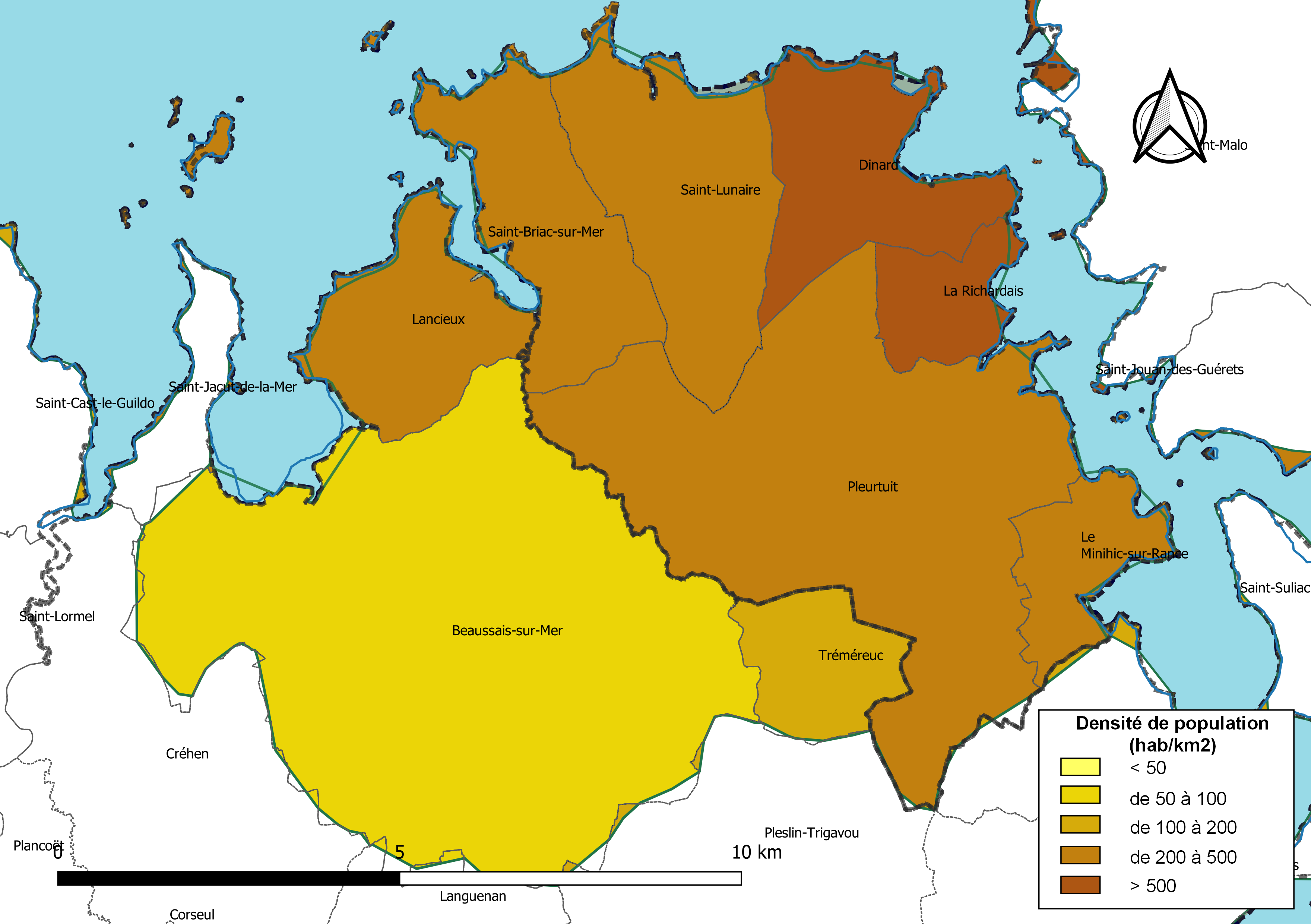
Carte des densités de population (millésimée 2016) des communes de la communauté de communes Côte d'Émeraude. Composition en communes au 1er janvier 2019.

Au 1er janvier 2023, la communauté de communes est composée des huit communes suivantes :

| Nom                  | Code Insee | Gentilé        | Superficie (km2) | Population (dernière pop. légale) | Densité (hab./km2) |
| -------------------- | ---------- | -------------- | ---------------- | --------------------------------- | ------------------ |
| Pleurtuit (siège)    | 35228      | Pleurtuisiens  | 29,67            | 7 064 (2022)                      | 238                |
| Dinard               | 35093      | Dinardais      | 7,84             | 10 407 (2022)                     | 1 327              |
| Lancieux             | 22094      | Lancieutins    | 6,69             | 1 602 (2022)                      | 239                |
| Le Minihic-sur-Rance | 35181      | Minihicois     | 3,91             | 1 499 (2022)                      | 383                |
| La Richardais        | 35241      | Richardaisiens | 3,14             | 2 624 (2022)                      | 836                |
| Saint-Briac-sur-Mer  | 35256      | Briacins       | 8,06             | 2 228 (2022)                      | 276                |
| Saint-Lunaire        | 35287      | Lunairiens     | 10,27            | 2 647 (2022)                      | 258                |
| Tréméreuc            | 22368      | Tréméreucois   | 4,15             | 728 (2022)                        | 175                |

### Démographie
| 1968   | 1975   | 1982   | 1990   | 1999   | 2006   | 2011   | 2016   | 2022   |
| ------ | ------ | ------ | ------ | ------ | ------ | ------ | ------ | ------ |
| 19 350 | 19 688 | 21 431 | 23 088 | 24 454 | 25 680 | 26 564 | 27 090 | 28 799 |

## Organisation

### Siège
La communauté de communes a son siège à Pleurtuit, 1 esplanade des équipages.

### Élus
La communauté de communes est administrée par son conseil communautaire, composé pour la mandature 2020-2026 de 35 conseillers municipaux représentant chacune des  communes membres et répartis, en fonction de leur population, comme suit :
| Nombre de conseillers | Communes                                          |
| --------------------- | ------------------------------------------------- |
| 13                    | Dinard                                            |
| 8                     | Pleurtuit                                         |
| 3                     | La Richardais, Saint-Briac-sur-Mer, Saint-Lunaire |
| 2                     | Lancieux, Le Minihic-sur-Rance                    |
| 1 (+1 suppléant)      | Tréméreuc                                         |

### Présidence
Au terme des élections municipales de 2020, le conseil communautaire nouvellement constitué a élu le 16 juillet 2020 son nouveau président, Pascal Guichard, maire-adjoint de Dinard, ainsi que 9 vice-présidents. Le bureau communautaire est recomposé le 1er janvier 2023 à la suite du départ de Beaussais-sur-Mer de l'intercommunalité et le 17 mars 2025 après la démission de Pascal Guichard et l'élection de Delphine Briand à la présidence. Depuis cette date, la liste des vice-présidents est la suivante : 
1. Michel Penhouet, maire de Saint-Lunaire, chargé de l’environnement ;
2. Arnaud Salmon, maire de Dinard, chargé du tourisme ;
3. Sylvie Sardin, maire du Minihic-sur-Rance, chargée des transitions ;
4. Pierre Contin, maire de La Richardais, chargé de l'aménagement du territoire, du transport et de la mobilité ;
5. Sophie Bézier, maire de Pleurtuit, chargée de l'économie, de l'emploi et de la gestion des gens du voyage ;
6. Bruno Fontaine, maire de Tréméreuc, chargé de la petite enfance ;
7. Jean-Luc Ohier, adjoint au maire de La Richardais, chargé de la gestion des déchets et des travaux ;
8. Bernard Laloux, adjoint au maire de Saint-Briac, chargé des finances et du numérique[14].

Cette répartition permet à chaque commune d'avoir un vice-président pour la représenter au bureau communautaire pour la mandature 2020-2026.
| Période         | Période         | Identité               | Étiquette | Qualité |
| --------------- | --------------- | ---------------------- | --------- | --- |
| 1996            | 22 avril 2014   | Michel Penhouët        | PRG       | Conseiller général de Dinard (2008 → 2015) Maire de Saint-Lunaire (1997 → )                                                     |
| 22 avril 2014   | 20 avril 2017   | Martine Craveia-Schütz | DVD       | Maire de Dinard (2014 → 2017)                                                                                                   |
| 20 avril 2017   | 16 juillet 2020 | Alain Launay           | PS        | Maire de Pleurtuit (2008 → 2020)                                                                                                |
| 16 juillet 2020 | 3 mars 2025     | Pascal Guichard        | DVD       | Conseiller municipal de Dinard (2014 → 2016 et 2020 → 2025) Démissionnaire pour raisons de santé                                |
| 17 mars 2025    | En cours        | Delphine Briand        | DVD       | Maire de Lancieux (2020 → ) 1re vice-présidente de l'intercommunalité (2020 → 2025) Présidente par intérim du 3 au 17 mars 2025 |

### Compétences
L'intercommunalité exerce les compétences qui lui ont été transférées par les communes membres, dans les conditions déterminées par le code général des collectivités territoriales. Au 1er janvier 2018, il s'agit de :
- Aménagement de l’espace ;
- Développement économique et promotion du tourisme, dont la création d’offices de tourisme ;
- Collecte et le traitement des déchets des ménages et assimilés ;
- Gestion des milieux aquatiques et prévention des inondations (GEMAPI) ;
- Aires d’accueil des gens du voyage ;
- Environnement, paysage et cadre de vie ;
- Voirie reconnue d’intérêt communautaire ;
- Politique du logement et du cadre de vie ;
- Politique de la ville ;
- maison de services au public ;
- Prestations de services aux communes ;
- Assainissement non collectif ;
- Mise en réseau des médiathèques et des bibliothèques ;
- Aménagement numérique ;
- Nouvelles Technologies de l’Information et de la Communication ;
- Gestion du chenil animal ;
- Réalisation et gestion d’équipements à vocation touristique présentant un intérêt communautaire ;
- Financement SDIS ;
- Petite enfance.

### Régime fiscal et budget
La communauté de communes est un établissement public de coopération intercommunale à fiscalité propre.
Afin de financer l'exercice de ses compétences, l'intercommunalité perçoit la fiscalité professionnelle unique (FPU) – qui a succédé à la taxe professionnelle unique (TPU) – et assure une péréquation de ressources entre les communes résidentielles et celles dotées de zones d'activité.
Elle verse une  dotation de solidarité communautaire (DSC) à ses communes membres.

## Projets et réalisations
Conformément aux dispositions légales, une communauté de communes a pour objet d'associer des « communes au sein d'un espace de solidarité, en vue de l'élaboration d'un projet commun de développement et d'aménagement de l'espace ».
La Communauté de commune de la Côte d'Emeraude a financé la création en 2014 de cinq ateliers d'artistes dans le bourg du Plessix-Balisson où se sont installés Jean-Michel Haslay (photographe), François Crabit (dessinateur et pastelliste), Florian Chateau (luthier en guitares) et Thibault Rabiller (artiste plasticien). 